# ORF 1
ORF 1 è un canale televisivo austriaco appartenente all'azienda di radiotelevisione pubblica ORF. Oltre che in Austria, questo canale si può ricevere anche in Alto Adige tramite il canale televisivo RAS.

## Storia
Il primo programma della televisione austriaca si chiamò FS 1 (Fernsehprogramm 1) solo nel 1961, per distinguerlo dal secondo programma appena lanciato. Nel 1992, il canale è stato rinominato ORF 1. Dall'8 gennaio 2011, il numero è stato scritto come ORF eins.
Nel 2018 è stato annunciato che le redazioni di ORF eins e ORF 2 sarebbero state separate. Di conseguenza, Wolfgang Geier è stato nominato caporedattore di ORF eins e Lisa Totzauer è diventata gestrice del canale.
Nell'aprile 2019, il canale è stato nuovamente rinominato ORF 1.

## Programmazione
ORF 1 è dedicata soprattutto a programmi sportivi e a programmi per giovani.
Il canale trasmette 24 ore su 24 ma, a differenza di ORF 2, si concentra su lungometraggi e serie. ORF 1 ha un pubblico molto più giovane rispetto a ORF 2, quindi il programma per bambini di ORF, okidoki, viene trasmesso anche su ORF 1. Inoltre, i programmi sportivi di ORF per un ampio pubblico (principalmente sci, Formula 1, calcio, Olimpiadi) vengono solitamente trasmessi su ORF 1. ORF detiene i diritti di trasmissione esclusivi per l'Austria per molti tipi di sport; nell'aprile 2011, ad esempio, il contratto per la Formula 1 è stato esteso almeno fino al 2014. La maggior parte delle trasmissioni sportive sono commentate con un audio a due canali per i non vedenti.
Il format d'informazione Zeit im Bild è stato trasmesso in parallelo su ORF 1 e ORF 2 fino al 9 aprile 2007, ma dal 10 aprile è stato sostituito da soap quotidiane su ORF 1. In sostituzione di Zeit im Bild, dalle 20:00 viene trasmesso un programma di attualità chiamato ZIB 20. Dall'11 gennaio 2010, un format di società (Backstage, Chili) con Dominic Heinzl è stato trasmesso nel precedente spazio dedicato a Zeit im Bild. Serie come The Big Bang Theory vengono ora trasmesse in questo arco temporale dal lunedì al venerdì. Da luglio 2018, il sabato e la domenica viene trasmesso il calcio come sintesi delle partite della Bundesliga austriaca giocate quel giorno. Di conseguenza, la domenica, a partire dalle 18:00, viene solitamente trasmesso il programma Sport am Sonntag. Se il programma non viene trasmesso, come è accaduto a luglio e all'inizio di agosto, o inizia più tardi perché non ci sono partite della Bundesliga in quel giorno, vengono trasmessi alcuni episodi della nota serie austriaca MA 2412. Inoltre, più volte al giorno vengono trasmessi blocchi di notizie con il titolo ZIB Flash.
Il cosiddetto ORF 1 Prime Time (lungometraggi) è spesso programmato in parallelo alle trasmissioni delle emittenti private e pubbliche tedesche. Mentre l'interruzione di parti del programma con la pubblicità è comune nelle televisioni private tedesche, ORF limita le interruzioni pubblicitarie - a parte la sponsorizzazione dei programmi - ai grandi eventi sportivi; molto raramente vengono mostrate pubblicità per concorsi telefonici nei lungometraggi senza interruzioni. ORF 1 è quindi particolarmente apprezzata dai telespettatori tedeschi che riescono a riceverla.
ORF 1 è difficile da confrontare con il canale televisivo tedesco Das Erste perché, a differenza della situazione in Germania, il secondo canale televisivo pubblico ORF 2 è trasmesso dalla stessa emittente televisiva e non esiste un terzo canale regionale. D'altra parte, grazie alla distribuzione sulla TV via cavo e sulla televisione satellitare in chiaro, in Austria sono soprattutto le grandi emittenti private tedesche ad essere concorrenti. Al contrario, ORF è assente dal resto del mercato di lingua tedesca a causa della codifica dei suoi programmi via satellite (dal 1998). ORF 1 si posiziona quindi come media mainstream austriaco e raramente osa sperimentare.

## Protezione dei minori
ORF identifica i suoi programmi aggiungendo un'abbreviazione al nome del canale visualizzato in modo permanente: Non per bambini (Nicht für Kinder', X), Solo per adulti (Nur für Erwachsene, O) o nessuna indicazione. La dicitura Consigliato ai bambini (Für Kinder empfohlen, K+) viene visualizzata solo nel teletext (senza visualizzazione dell'abbreviazione).
Si verificano lievi tagli ai lungometraggi a causa delle linee guida per la tutela dei giovani, ma tendono a essere meno frequenti che in Germania, ad esempio.

## ORF 1 HD
ORF 1 ha iniziato a trasmettere programmi in HD per la prima volta il 23 gennaio 2008. Fino all'8 gennaio 2011, il canale si chiamava ORF 1 HD; successivamente, nell'ambito di un restyling, è stato convertito in ORF eins HD. Dal 26 aprile 2019, il canale si chiama nuovamente ORF 1 HD.

## Storia
La gara di sci di Schladming The Nightrace del 23 gennaio 2008 è stata la prima trasmissione ORF in diretta in HDTV. Insieme al partner tecnologico Telekom Austria, ORF ha presentato pubblicamente la trasmissione HDTV nei suoi studi regionali. Il 10 maggio 2008 è iniziato un test aperto in HD per le famiglie con una scheda ORF attivata, con un trailer che mostrava estratti dei settori sport, film e documentari.
Giusto in tempo per l'inizio dei Campionati Europei di Calcio in Austria il 7 giugno 2008, il 2 giugno ORF ha attivato la versione ad alta definizione ORF 1 HD, in modo che serie, lungometraggi ed eventi sportivi possano essere trasmessi in alta definizione. Il programma in sé non differisce dalla versione SD. ORF 1 HD sarà trasmesso nel formato a schermo intero 720p50, che presenta vantaggi rispetto al formato a metà schermo 1080i50, in termini di codifica ed elaborazione delle immagini nei più comuni televisori a schermo piatto.
Dal 7 agosto 2011, ORF HD è disponibile in Svizzera su Swisscom TV e può essere ricevuto in forma criptata via satellite.

## Programmazione in HD
Inizialmente veniva trasmesso quasi esclusivamente materiale upscalato. I grandi eventi sportivi, alcune produzioni interne (Dancing Stars, Die Lottosieger, Schnell ermittelt, SOKO ecc.), le serie e le prime dei lungometraggi statunitensi venivano trasmessi in vero HD. Nel frattempo, gran parte della programmazione è stata convertita alla produzione in HD e molte vecchie copie di serie e film sono state sostituite da nuovi esemplari in questa definizione.

## Ricezione
Dal 1° luglio 2009 il canale è disponibile in digitale e criptato tramite Astra:
- satellite: Astra 19,2° Ost
- frequenza di downlink: 11,302 GHz
- symbolrate (MS/s): 22000
- pdai guasti (FEC): 2/3
- polarizzazione: orizzontale
- modulazione: 8PSK.

In precedenza, la stazione poteva essere ricevuta su un altro transponder (frequenza: 10,832 GHz, protezione dagli errori (FEC): 5/6). Per facilitare il passaggio, il precedente transponder è rimasto in funzione alla fine di settembre 2009. Dalla metà del 2010 nella regione italiana dell'Alto Adige, la versione HD dell'emittente è disponibile quasi esclusivamente sul canale 59 in una rete di simulcast e a una velocità di trasmissione di circa 10 Mbit/s, curata dalla Rundfunk-Anstalt Südtirol (RAS) in chiaro via DVB-T. È sufficiente un ricevitore con capacità MPEG-4 per ricevere il canale.
ORF 1 può essere ricevuto via terra in Austria tramite SimpliTV come uno dei tre programmi HD gratuiti; secondo l'operatore della piattaforma, la portata tecnica dovrebbe essere del 90%. Il programma può essere ricevuto anche su Internet tramite i provider IPTV e tramite livestream, ma è bloccato per la maggior parte dei programmi al di fuori dell'Austria a causa del geo-targeting.

## Loghi

1992-2000
2000-2005
2005-2011
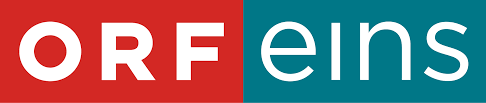
2011-2019
Dal 2019